# Aerialize Sydney Aerial Theatre
Aerialize Sydney Aerial Theatre es una escuela de circo y una compañía de artes escénicas australiana, con sede en Sídney, fundada en 1999 por Shelalagh McGovern y Aimee Thomas.

## Historia
Fundada en un principio en el Centro Comunitario de Addison Road en Marrickville, luego se instaló en el 'Gran Salón' antes de mudarse a Canterbury, Nueva Gales del Sur.
Está dirigida por una junta directiva y está clasificada como organización sin ánimo de lucro y organización no gubernamental en Sídney, Nueva Gales del Sur, Australia.
Ofrece clases de circo que van desde niveles principiantes hasta profesionales y es un espacio de formación para artistas de circo profesionales y recreativos. La compañía fue anfitriona de eventos de circo y ha actuado en festivales y eventos como los festivales de Sydney Fringe y el Adelaide Fringe.

## Reconocimientos
Aerialize ha ganado varios premios por actuaciones creadas para festivales de arte. Esto incluye el 'Premio al Artista Independiente Sobresaliente' y el 'Premio al logro excepcional en producción y diseño' del Sydney Fringe Festival en 2010 por la producción Clammy Glamour from the Curio Cabinet, y el 'Premio al Mejor Teatro Físico y Circo' y 'Premio Elección del Director', en 2015 y 2016, del mismo festival, por la producción Insomni-air: The Art Of Dropping off  y Aeon, respectivamente.
| Año  | Espectáculo                                                                       | Anfitrión              | Reconocimiento                                                             |
| 2010 | Clammy Glamour del Curio-Cabinet - Dirigida por Simone O'brien y Annabelle Lines. | Obras de transporte    | Ganador: Sydney Fringe Festival 2010 - Artista independiente más destacado |
| 2010 | Clammy Glamour del Curio-Cabinet - Dirigida por Simone O'brien y Annabelle Lines. | Obras de transporte    | Ganador: Sydney Fringe Festival 2010 - Diseño y producción más destacados  |
| 2015 | Insomni-air: The Art Of Dropping off – Dirigida por Bel Macedone                  | Sydney Fringe Festival | Ganador: Sydney Fringe Festival 2015 - Premio de teatro físico y circo     |
| 2015 | Insomni-air: The Art Of Dropping off – Dirigida por Bel Macedone                  | Sydney Fringe Festival | Ganador: Sydney Fringe Festival 2015 - Premio Elección del Director        |
| 2016 | Aeon – Dirigida por Rick Everett                                                  | Sydney Fringe Festival | Ganador: Premio Mejor Teatro Físico y Circo                                |
| 2016 | Aeon – Dirigida por Rick Everett                                                  | Sydney Fringe Festival | Ganador: Premio Elección del Director                                      |